# Геральдический совет при Президенте Российской Федерации
Геральдический совет при Президенте Российской Федерации — совещательный и консультативный орган, образованный в целях проведения единой государственной политики в области геральдики.
Образован Указом Президента Российской Федерации от 29 июня 1999 г. № 856. Этим же Указом утверждено Положение о Совете и его состав.

## Основные задачи Совета
(в соответствии с Положением о совете, утверждённым Указом Президента Российской Федерации от 18 ноября 2019 г. № 561)
- подготовка предложений Президенту Российской Федерации по определению приоритетных направлений единой государственной политики в области геральдики;
- систематическое информирование Президента Российской Федерации по вопросам реализации единой государственной политики в области геральдики;
- участие в подготовке проектов нормативных правовых актов Российской Федерации по вопросам реализации единой государственной политики в области геральдики;
- геральдическое обеспечение в установленном порядке работ по созданию и использованию учреждаемых федеральными законами и решениями Президента Российской Федерации официальных геральдических знаков: гербов, эмблем, флагов, знамён, штандартов и вымпелов, знаков различия и иных различительных элементов, в том числе предназначенных для ношения на форменном костюме, размещения на технике, вооружении и имуществе;
- методическая поддержка федеральных органов государственной власти, иных государственных органов, органов государственной власти субъектов Российской Федерации, органов местного самоуправления и общественных объединений при осуществлении ими деятельности по реализации единой государственной политики в области геральдики, координация и анализ такой деятельности, оказание им организационной и иной помощи;
- проведение геральдической экспертизы материалов, касающихся проектов официальных геральдических знаков (гербов, эмблем, флагов, знамён, штандартов и вымпелов, наград, знаков отличия, знаков различия и иных различительных элементов, в том числе предназначенных для ношения на форменном костюме, размещения на технике, вооружении и имуществе), учреждаемых федеральными органами государственной власти, иными государственными органами, органами государственной власти субъектов Российской Федерации, органами местного самоуправления, общественными объединениями, другими организациями, и подготовка заключений по таким материалам;
- разработка программ, направленных на популяризацию государственной символики Российской Федерации, отечественных геральдических традиций, их сохранение и использование для формирования патриотического сознания граждан, а также участие в реализации таких программ;
- ведение в установленном порядке Государственного геральдического регистра Российской Федерации;
- ведение научно-исследовательской работы по теории и истории геральдики;
- изучение международного опыта в области геральдики.

## Состав Совета, утверждённый Указом Президента Российской Федерации от 29 июня 1999 г. № 856
1. Вилинбахов Георгий Вадимович — заместитель директора Государственного Эрмитажа по научной работе, кандидат исторических наук (председатель Совета — государственный герольдмейстер)
2. Шепелев Леонид Ефимович — президент Санкт-Петербургского научного общества историков и архивистов, доктор исторических наук (заместитель председателя Совета)
3. Цветков Александр Геральдович — советник отдела по обеспечению деятельности Геральдического совета при Президенте Российской Федерации Управления Президента Российской Федерации по государственным наградам, кандидат философских наук (ответственный секретарь Совета)
4. Борисов Игорь Владимирович — директор Центрального музея спорта, кандидат исторических наук
5. Деревщиков Александр Борисович — начальник научно-исследовательского исторического центра ФПС России, кандидат военных наук
6. Думин Станислав Владимирович — старший научный сотрудник Государственного Исторического музея, кандидат исторических наук
7. Каменцева Елена Ивановна — профессор Российского государственного гуманитарного университета, доктор исторических наук
8. Корнаков Павел Константинович — начальник отдела по обеспечению деятельности Геральдического совета при Президенте Российской Федерации Управления Президента Российской Федерации по государственным наградам, кандидат исторических наук
9. Кузнецов Олег Вячеславович — начальник отдела военной геральдики и символики Военно-исторического центра Вооружённых Сил Российской Федерации, кандидат исторических наук
10. Медведев Михаил Юрьевич — советник отдела по обеспечению деятельности Геральдического совета при Президенте Российской Федерации Управления Президента Российской Федерации по государственным наградам
11. Мироненко Сергей Владимирович — директор Государственного архива Российской Федерации, доктор исторических наук
12. Можейко Игорь Всеволодович — главный научный сотрудник Института востоковедения Российской академии наук, доктор исторических наук
13. Мусин Александр Евгениевич — директор музея церковных древностей Духовной академии и семинарии, кандидат богословия, кандидат исторических наук
14. Сахаров Игорь Васильевич — директор Института генеалогических исследований Российской национальной библиотеки, кандидат исторических наук
15. Соболева Надежда Александровна — ведущий научный сотрудник Института истории Российской академии наук, доктор исторических наук
16. Токарь Леонид Николаевич — председатель муниципального совета муниципального округа № 71 г. Санкт-Петербурга
17. Ухналёв Евгений Ильич — народный художник Российской Федерации

## Состав Совета, утверждённый Указом Президента Российской Федерации от 26 августа 2004 г. № 1121
1. Вилинбахов Георгий Вадимович — заместитель директора Государственного Эрмитажа по научной работе, доктор исторических наук (председатель Совета — государственный герольдмейстер)
2. Цветков Александр Геральдович — главный советник департамента по обеспечению деятельности консультативных органов Управления Президента Российской Федерации по кадровым вопросам и государственным наградам, кандидат философских наук (заместитель председателя Совета)
3. Калашников Глеб Вадимович — консультант департамента по обеспечению деятельности консультативных органов Управления Президента Российской Федерации по кадровым вопросам и государственным наградам, кандидат исторических наук (ответственный секретарь Совета)
4. Деревщиков Александр Борисович — заместитель председателя Геральдического совета Федерального агентства по физической культуре, спорту и туризму, кандидат военных наук
5. Думин Станислав Владимирович — старший научный сотрудник Государственного Исторического музея, кандидат исторический наук
6. Карташов Илья Михайлович — ответственный секретарь Геральдической комиссии г. Москвы
7. Корнаков Павел Константинович — член редакционной коллегии журнала «Цейхгауз», кандидат исторических наук
8. Кузнецов Олег Вячеславович — начальник Военно-геральдической службы Вооружённых Сил Российской Федерации — главный военный герольдмейстер, кандидат исторических наук
9. Лавренов Владимир Ильич — доцент кафедры историографии и источниковедения Тверского государственного университета, кандидат исторических наук
10. Левин Сергей Степанович — старший научный сотрудник Государственного Исторического музея
11. Левыкин Алексей Константинович — заместитель директора Государственного историко-культурного музея-заповедника «Московский Кремль», кандидат исторических наук
12. Медведев Михаил Юрьевич — художник
13. Мироненко Сергей Владимирович — директор Государственного архива Российской Федерации, доктор исторических наук
14. Сахаров Игорь Васильевич — директор Института генеалогических исследований Российской национальной библиотеки, кандидат исторических наук
15. Соболева Надежда Александровна — ведущий научный сотрудник Института российской истории Российской академии наук, доктор исторических наук
16. Токарь Леонид Николаевич — председатель муниципального совета муниципального округа № 71 г. Санкт-Петербурга
17. Ухналев Евгений Ильич — народный художник Российской Федерации
18. Хлебников Сергей Дмитриевич — заместитель директора Федеральной службы охраны Российской Федерации — комендант Московского Кремля
19. Черных Александр Петрович — заведующий Центром гербоведческих и генеалогических исследований Института всеобщей истории Российской академии наук, кандидат исторических наук
20. Шелковенко Михаил Константинович — консультант Рязанской областной геральдической комиссии, заслуженный художник Российской Федерации
21. Шепелев Леонид Ефимович — президент Санкт-Петербургского научного общества историков и архивистов, доктор исторических наук

## Состав Совета, утверждённый Указом Президента Российской Федерации от 18 ноября 2019 г. № 561
1. Вилинбахов Георгий Вадимович — заместитель генерального директора по научной работе федерального государственного бюджетного учреждения культуры «Государственный Эрмитаж», доктор исторических наук (председатель Совета — государственный герольдмейстер).
2. Цветков Александр Геральдович — руководитель дизайнерского центра акционерного общества «Гознак», главный советник департамента по обеспечению деятельности консультативных органов Управления Президента Российской Федерации по кадровым вопросам и государственным наградам, кандидат философских наук (заместитель председателя Совета, по согласованию).
3. Калашников Глеб Вадимович — консультант департамента Управления Президента Российской Федерации по внутренней политике (ответственный секретарь Совета).
4. Адаксина, Светлана Борисовна — заместитель генерального директора федерального государственного бюджетного учреждения культуры «Государственный Эрмитаж», главный хранитель.
5. Алханов Алу Дадашевич — заместитель Министра юстиции Российской Федерации, кандидат юридических наук, действительный государственный советник юстиции Российской Федерации 1-го класса, генерал-лейтенант милиции в отставке.
6. Гагарина Елена Юрьевна — генеральный директор федерального государственного бюджетного учреждения культуры "Государственный историко-культурный музей-заповедник «Московский Кремль», кандидат искусствоведения, заслуженный работник культуры Российской Федерации.
7. Зверев Дмитрий Станиславович — статс-секретарь — заместитель Министра транспорта Российской Федерации, кандидат юридических наук, действительный государственный советник Российской Федерации 2 класса.
8. Зенькович Павел Станиславович — первый заместитель Министра просвещения Российской Федерации, действительный государственный советник Российской Федерации 1 класса.
9. Карпов, Сергей Павлович — президент исторического факультета федерального государственного бюджетного образовательного учреждения высшего образования «Московский государственный университет имени М. В. Ломоносова» (по согласованию), доктор исторических наук.
10. Картаполов Андрей Валерьевич, заместитель Министра обороны Российской Федерации — начальник Главного военно-политического управления Вооружённых сил Российской Федерации, генерал-полковник.
11. Кобзев Игорь Иванович — временно исполняющий обязанности губернатора Иркутской области, генерал-полковник внутренней службы.
12. Кузнецов Олег Вячеславович, начальник Военно-геральдической службы Вооружённых Сил Российской Федерации — главный военный герольдмейстер, кандидат исторических наук, заслуженный работник культуры Российской Федерации.
13. Левыкин Алексей Константинович — директор федерального государственного бюджетного учреждения культуры «Государственный исторический музей», кандидат исторических наук.
14. Награльян Антон Александрович — заместитель начальника Управления Президента Российской Федерации по внутренней политике.
15. Радченко Светлана Юрьевна, статс-секретарь — заместитель Министра природных ресурсов и экологии Российской Федерации, действительный государственный советник Российской Федерации 2 класса.
16. Свиридов Андрей Константинович — заместитель начальника Управления протокола Президента Российской Федерации, действительный государственный советник Российской Федерации 2 класса.
17. Хазин, Андрей Леонидович — заведующий кафедрой федерального государственного бюджетного образовательного учреждения высшего образования «Московский государственный университет имени М. В. Ломоносова» (по согласованию), кандидат исторических наук.
18. Хлебников Сергей Дмитриевич, руководитель Службы коменданта Московского Кремля Федеральной службы охраны Российской Федерации — комендант Московского Кремля, генерал-лейтенант.
19. Ченчик Сергей Михайлович, начальник Главного штаба войск национальной гвардии Российской Федерации — первый заместитель директора Росгвардии — главнокомандующего войсками национальной гвардии Российской Федерации, генерал-полковник.
20. Черных Александр Петрович — заведующий Центром гербоведческих и генеалогических исследований Института всеобщей истории Российской академии наук (по согласованию), кандидат исторических наук.
21. Чернявский Сергей Владимирович — директор федерального казённого учреждения «Российский государственный исторический архив».
22. Шулика Виталий Дмитриевич — заместитель Министра внутренних дел Российской Федерации, генерал-полковник полиции.